# F40 Pursuit Simulator
F40 Pursuit Simulator (lanzado anteriormente como Crazy Cars II) es un videojuego de carreras de 1988 desarrollado y publicado por Titus France. Es la segunda entrega de la serie Crazy Cars. A diferencia de su antecesor se desarrolló por primera vez en Atari ST.

## Jugabilidad
Crazy Cars II se distingue del videojuego de carreras de la época por su dimensión estratégica. El área de juego no está formada por un eje lineal, sino por una vasta red de autopistas que el jugador puede recorrer libremente. El objetivo del juego es alcanzar puntos estratégicos en el espacio en un momento dado. El jugador tiene un mapa de ruta para ubicar y cerca de una rama, el número de la ruta se muestra brevemente en la pantalla.
El Ferrari F40 tiene dos marchas. La conducción es a la vez simplista y relativamente técnica porque se cree que el manejo es compatible con mouse. La dificultad proviene principalmente de los coches de policía que regularmente intentan intervenir. Las presas también se levantan a veces en el camino. En esta carrera de orientación en contrarreloj, el jugador puede ser golpeado sin contar, pero pierde el juego cuando se acaba el tiempo o si se aleja demasiado del destino final.
El espacio vial se encuentra en cuatro Estados de los Estados Unidos con un entorno distinto: Utah, Colorado, Nuevo México y Arizona. Los gráficos son concisos, pero el programa simula el ciclo día-noche. El juego incluye solo cuatro misiones.